# 努昂莱方丹
努昂莱方丹（法語：Nouans-les-Fontaines，法語發音：[nwɑ̃ le fɔ̃tɛn] ⓘ）是法国安德尔-卢瓦尔省的一个市镇，位于该省东南部，属于洛什区。

## 地名
“方丹”（Fontaines）意为“泉”。法语地名通名在“枫丹白露”（Fontainebleau）等少数拥有传统译名的地名中译作“枫丹”，不过在《世界地名翻译大辞典》、《世界地名译名词典》和《法国地图册》等主流地名译名类书籍资料中多译作“方丹”。

## 地理
努昂莱方丹（47°8'10"N, 1°17'54"E）面积63.31 平方千米，位于法国中央-卢瓦尔河谷大区安德尔-卢瓦尔省，该省份为法国中西部省份，北起萨尔特省、东北接卢瓦-谢尔省，东南接安德尔省，南至维埃纳省，西临曼恩-卢瓦尔省。
与努昂莱方丹接壤的市镇（或旧市镇、城区）包括：沙托维约、埃克耶、吕赛勒马勒、安德鲁瓦河畔洛谢、奥尔比尼、维勒多曼、维勒卢万-库朗热、维朗特鲁瓦-贝里地区法沃罗勒。
努昂莱方丹的时区为UTC+01:00、UTC+02:00（夏令时）。

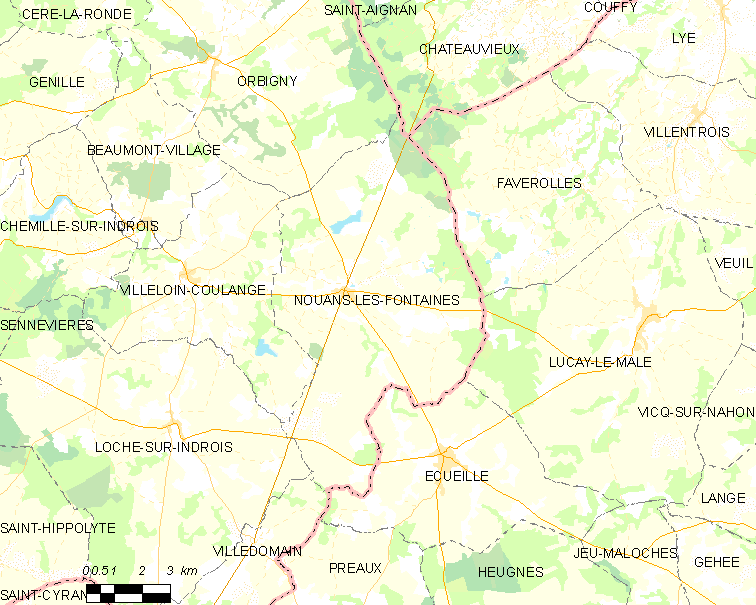
努昂莱方丹的OSM定位图

## 行政
努昂莱方丹的邮政编码为37460，INSEE市镇编码为37173。

## 政治
努昂莱方丹所属的省级选区为洛什县。

## 人口

1962-2008年间努昂莱方丹人口变化图示

努昂莱方丹于2022年1月1日时的人口数量为669人。